# Die Standesbeamtin
Die Standesbeamtin ist eine Schweizer Filmproduktion. Der Film hat romantische wie auch komödiantische Elemente. Die Sprache ist mehrheitlich Schweizerdeutsch. 3sat sendete am 11. Dezember 2018 eine in Hochdeutsch synchronisierte Fassung. Der Film wurde überwiegend in Bremgarten AG (Altstadtszenen) sowie teilweise in Rheinau ZH (Kirchenszenen) und in Zürich (Feldszenen) gedreht. Der Film hatte grossen Erfolg in den Schweizer Kinos. Er war auch seit Oktober 2009 in deutschen Kinos zu sehen. Die Regie führte Micha Lewinsky; in den Hauptrollen spielten Marie Leuenberger, Oriana Schrage und Dominique Jann.

## Inhalt
Rahel Hubli ist verheiratet, arbeitet als Standesbeamtin in einem Schweizer Städtchen und hat den Glauben an die grosse Liebe verloren. Erst als ihr Jugendfreund Ben plötzlich wieder auftaucht, erinnert sie sich, wie es war, verliebt zu sein. Die beiden verstehen sich sofort wieder und fühlen sich verbunden wie in ihrer Jugendzeit. Aber Ben möchte seine Verlobte heiraten, die deutsche Schauspielerin Tinka Panzer. Die Trauung soll Rahel durchführen.
Während der Vorbereitungen zur Hochzeit verbringen Rahel und Ben viel Zeit miteinander. Sie erinnern sich an ihre Vergangenheit und an ihre fast vergessene Liebe. Alte Freunde, Rahels Arbeitskollegin und der Pfarrer des Städtchens sehen in ihrer wieder aufgeblühten Liebe eine Zukunft. Als Rahel auch noch ihren Mann Thomas bei einem Seitensprung ertappt, ist das Chaos perfekt. In ihrer Rolle als Standesbeamtin sprengt sie Bens Hochzeit und die beiden werden ein Paar.

## Kritik
„Eine gut gelaunte und inszenierte Komödie, die zwar ein wenig zu vorhersehbar ist, was aber die überzeugenden Darsteller, allen voran die einprägsam-markante Hauptdarstellerin, spielend wieder wettmachen.“

„In Sachen Romantik wartet Die Standesbeamtin mit reichlich Sonnenuntergängen auf, der Humor ist bis auf wenige Dialogfetzen selten bissig, staubbedeckter Slapstick an der Grenze zur Peinlichkeit ist die Strategie der Wahl. Hier rempelt Rahel in rasanter Fahrradfahrt Kellner an, dort überschüttet sie ihren fremdgängerischen Ehemann mit Tiramisu. Das wirkt oft bieder, selten witzig.“

## Auszeichnungen und Nominationen
- World Film Festival 2009 in Montréal: Beste weibliche Darstellerin (Marie Leuenberger)[3]
- Hachenburger Filmfest 2009: Publikumspreis Goldener Löwe
- Filmfest Biberach 2009: Publikumspreis
- Zürcher Filmpreis 2009
- Prix Walo 2009: Kategorie Film
- Schweizer Filmpreis 2010: Beste Darstellerin (Marie Leuenberger)
- Schweizer Fernsehpreis 2010: Gewinner in der Kategorie «Film»[4]